# Krokodillenboerderij

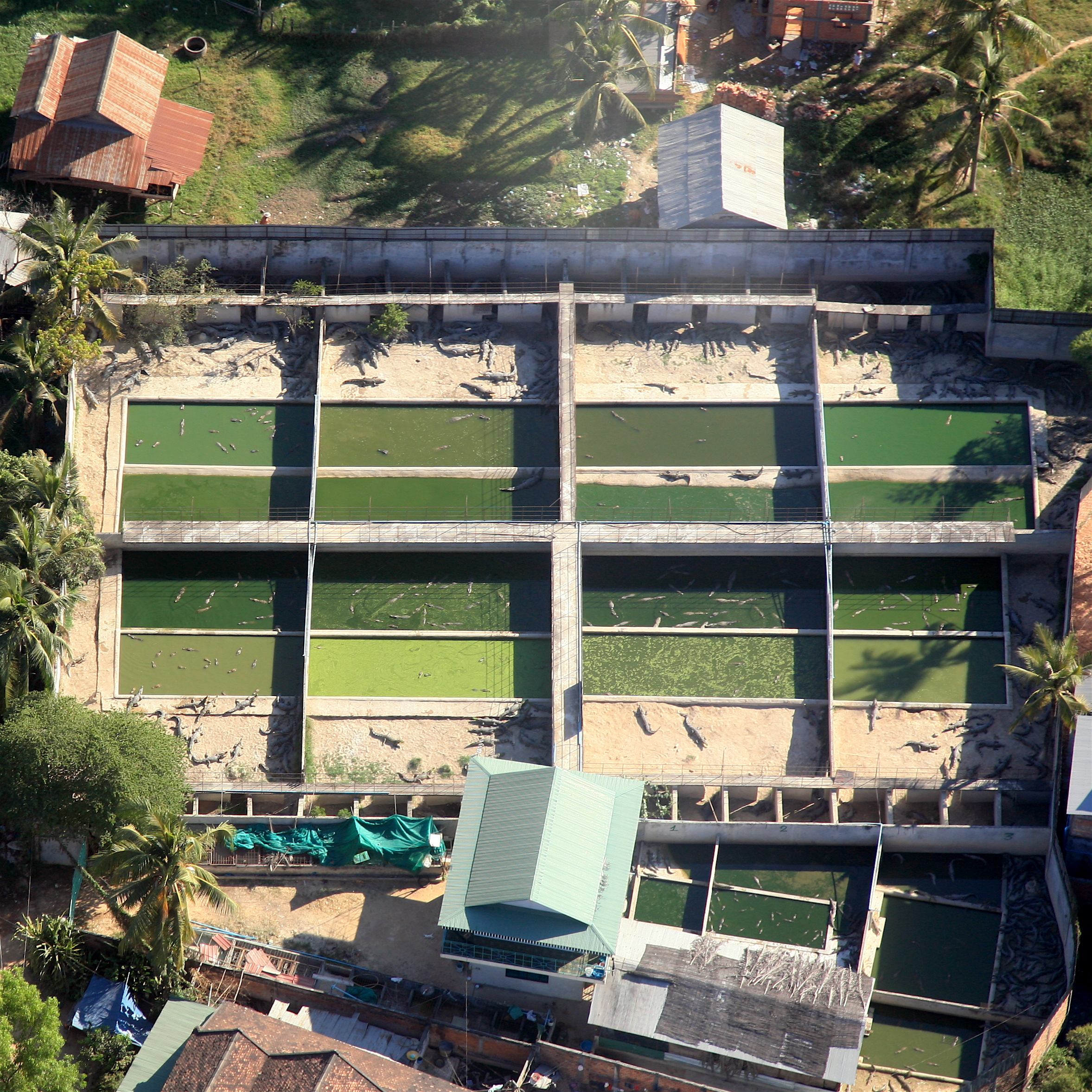
Luchtfoto van een krokodillenboerderij in Cambodja

Een krokodillenboerderij is een bedrijf waar krokodillen gefokt en grootgebracht worden voor hun leer en vlees. Het kostbare leer levert het meeste geld op en het vlees wordt gezien als een bijproduct. De meeste inkomsten halen krokodillenboerderijen echter uit toerisme.

## Geschiedenis
Sinds het einde van de 19e eeuw bestaan er dergelijke bedrijven, de eerste in de Amerikaanse staat Florida, al ging het in het begin vooral om het tentoonstellen van levende krokodillen aan bijvoorbeeld toeristen. Pas in de jaren 60 van de twintigste eeuw begon men met het fokken van krokodillen en werden de boerderijen grootschaliger. De voornaamste oorzaak daarvan was het feit dat veel krokodillensoorten een bedreigde status hadden gekregen (en soms zelfs bijna waren uitgestorven). De leerproductie leunde namelijk vooral op de vangst van wilde exemplaren. Een onbewerkte krokodillenhuid leverde ook vroeger al veel op, en is nu (afhankelijk van de soort en de omvang) al snel enkele honderden euro's waard. 
Tegenwoordig zijn er boerderijen in veel landen waar de krokodil van nature voorkomt te vinden. In Nederland en België zijn geen krokodillenboerderijen aanwezig. De dichtstbijzijnde vanaf Nederland en België bevindt zich in Pierrelatte in het zuiden van Frankrijk.

## Domesticatie
Alle soorten krokodillen, alligators, kaaimannen en gavialen zijn ongeschikt als huisdier, ze hebben een grote leefruimte en veel voedsel nodig. Het is ook niet mogelijk om een krokodil handtam te maken. Een krokodil die op vaste tijden gevoed wordt door dezelfde persoon zal daar wel enigszins aan wennen, maar altijd gevaarlijk blijven. Op een grote krokodillenboerderij kan er tegemoetgekomen worden aan de basiseisen die de dieren aan hun leefomgeving stellen.
De dieren worden meestal na 2,5 jaar geslacht, alle soorten zijn op die leeftijd nog zeker niet uitgegroeid, maar de groei gaat dan wel veel minder snel en het leer van een oude krokodil is minder soepel.
Niet iedere soort is geschikt voor leerproductie, bij sommige soorten zitten er kiezelachtige verbeningen in de huid, maar bij de bekendste grote krokodillen zoals de nijlkrokodil en de zeekrokodil is dat niet het geval. Producten van krokodillenleer kunnen niet zomaar geïmporteerd worden, het is alleen mogelijk met een vergunning. Ook een particulier die op vakantie een portemonnee koopt van krokodillenleer, riskeert bij thuiskomst inbeslagname als hij niet over een vergunning beschikt.

## Consumptie
Krokodillenvlees wordt in Australië en India regelmatig gegeten en wordt ook vaak gebruikt in Afrikaanse en vooral in cajun-keukens. In Nederland staat het ook in sommige restaurants op het menu; hierbij gaat het uitsluitend om geïmporteerd vlees, meestal van de nijlkrokodil. Het vlees van de nijlkrokodil is blank en bijna wit van kleur. Het is stevig en bevat een beetje vet dat er bij het bakken uitbraadt. Qua smaak en structuur doet het vlees denken aan kip en het cholesterolgehalte is vrij laag. Volgens joodse en islamitische spijswetten is krokodillenvlees onrein.
In traditionele Chinese geneeskunde worden delen van het lichaam van de krokodil ook gebruikt voor de productie van medicijnen, waarvan de werking niet medisch bewezen is.